# Media Player Classic Home Cinema
Media Player Classic Home Cinema (comunemente abbreviato in MPC-HC) è un progetto open source nato per aggiornare l'originale Media Player Classic, un lettore multimediale leggero ma potente per Microsoft Windows, aggiungendo molte funzionalità mancanti come il supporto anti-tearing, l'aggiunta di nuovi output video (p.e. l'EVR introdotto sui sistemi Windows Vista e Windows 7 grazie al framework audio-video Media Foundation), il supporto DXVA (DirectX Video Acceleration), la risoluzione di problemi e l'aggiornamento delle librerie. Il lettore multimediale è disponibile nelle versioni 32 e 64 bit.

## Storia
La prima versione di MPC-HC è nata a inizio 2007 e sviluppata fino al 2017 (ver. 1.7.13), in seguito lo sviluppo è proseguito su GitHub e portato avanti da altri utenti.

## Caratteristiche
MPC-HC è un lettore multimediale scritto in C e C++ disponibile in 45 lingue, in grado di riprodurre VCD, SVCD e DVD senza richiedere l'installazione di ulteriori programmi o codec esterni. Ha al suo interno codec video per MPEG-2, MPEG-4 e Dolby Vision, con il supporto per i sottotitoli e i codec audio per LPCM, MP2, AC3, DTS e Dolby Atmos. Contiene anche uno splitter MPEG che supporta la visualizzazione di VCDs e SVCDs. MPC-HC include anche i formati H.264, H.265 e VC-1 con il supporto alla tecnologia DXVA che permette, tramite le DirectX, di demandare alla scheda video la gestione dei flussi video. Sono supportati anche i formati DivX, Xvid, Flash, l'architettura QuickTime e quella di RealPlayer. MPC-HC supporta nativamente i formati OGM, Matroska e MIDI; inoltre, se il filmato ha l'audio in un file separato, è possibile aprire il file video e il file audio contemporaneamente.

## Community
Per la segnalazione dei bug e/o per seguire lo sviluppo dell'applicazione è possibile consultare la pagina ufficiale nel forum di Doom9.

## MPC-BE
In seguito a incomprensioni, due programmatori di MPC-HC (Aleksoid1978 e Alexins) hanno deciso di dar vita a un progetto alternativo chiamato 'Media Player Classic Black Edition' (abbreviato in MPC-BE); un vero e proprio fork di MPC-HC, modificando alcune funzioni e l'interfaccia utente e inserendo la possibilità di avere anteprime video nella barra di ricerca in maniera simile a quanto avviene su YouTube. È possibile visionare eventuali differenze rispetto a MPC-HC nel seguente sito: .